# Retroculus
Retroculinae
Sous-famille
Genre
Retroculus est un genre de poissons de la famille des Cichlidae. Toutes ces espèces sont endémiques de l'Amérique latine.

## Systématique
Pour certaines sources, comme FishBase, ce genre est l'unique représentant de la sous-famille des Retroculinae. Pour d'autres, telles que le WoRMS, ce genre fait partie, comme de nombreux autres, de la sous-famille des Cichlinae.

## Liste des espèces
Selon World Register of Marine Species (1 septembre 2020) :
- Retroculus lapidifer (Castelnau, 1855)
- Retroculus septentrionalis Gosse, 1971
- Retroculus xinguensis Gosse, 1971